# Stegnosperma
Stegnosperma, maleni biljni rod iz Srednje Amerike i Velikih Antila, smješten u vastitu porodicu Stegnospermataceae, dio je reda klinčićolike.
Na pospisu su četiri priznate vrste

## Vrste
1. Stegnosperma cubense A.Rich.
2. Stegnosperma halimifolium Benth.
3. Stegnosperma sanchezii Medrano & Medina
4. Stegnosperma watsonii D.J.Rogers

## Sinonimi
- Chlamydosperma A.Rich.